# Янибаєво (Білокатайський район)
Яниба́єво (рос. Яныбаево) — село у складі Білокатайського району Башкортостану, Росія. Адміністративний центр Янибаєвської сільської ради.
Населення — 844 особи (2010; 907 у 2002).
Національний склад:
- башкири — 97 %